# Ischioscia curvaculeus
Ischioscia curvaculeus là một loài chân đều trong họ Philosciidae. Loài này được Leistikow miêu tả khoa học năm 2001.